# Нимбурк (окръг)
Окръг Нимбурк (на чешки: Okres Nymburk) се намира в Среднобохемски край на Чешката република. Площта му е 850,07 km2, а населението му – 97 339 души (2016). Административен център е едноименният град Нимбурк. В окръга има 87 населени места, от които 7 града и 3 места без право на самоуправление. Код по LAU-1 – CZ0208.

## География
Разположен е в източната част на края. Граничи с окръзите Колин, Прага-изток и Млада Болеслав на Средночешкия край, с окръзите Храдец Кралове и Ичин на Краловохрадецкия край.

## Градове и население
По данни за 2009 г.:
| Град           | Население |
| -------------- | --------- |
| Нимбурк        | 14 829    |
| Подебради      | 14 121    |
| Миловице       | 8742      |
| Лиса над Лаба  | 8670      |
| Садска         | 3164      |
| Местец Кралове | 2941      |
| Рождаловице    | 1651      |

| Общо           | Жени          | Мъже          |
| -------------- | ------------- | ------------- |
| 92 189 (100 %) | 47 019 (51 %) | 45 170 (49 %) |

## Образование
По данни от 2003 г.:
| Вид училище                         | Брой училища |
| ----------------------------------- | ------------ |
| Детски градини                      | 51           |
| Начални училища                     | 39           |
| Гимназии                            | 3            |
| Средни училища и промишлени училища | 5            |
| Средни професионални училища        | 6            |
| Висши професионални училища         | 1            |

## Здравеопазване
По данни от 2003 г.:
| Лекари                                      | 224 |
| Болници                                     | 2   |
| Специализирани заведения за лечение и отдих | -   |
| Зъболекари                                  | 37  |
| Аптеки                                      | 16  |

## Транспорт
През окръга преминава част от магистрала D11, както и първокласните пътища (пътища от клас I) I/11, I/32 и I/38. Пътища от клас II в окръга са II/125, II/245, II/272, II/275, II/279, II/324, II/329, II/330, II/331, II/332, II/334 и II/611.